# Дедморозим
Дедморозим — объединение некоммерческих организаций, созданное в Пермском крае, чтобы дети с инвалидностью благополучно жили в семье, а не в больнице или интернате,. Один из крупнейших региональных фондов России. По итогам 2022 и 2023 гг. «Дедморозим» получил высшую оценку в Рэнкинге благотворительных организаций РФ. В 2024 году занял 21-е место в рейтинге RAEX по всей стране и 3-е среди нестоличных фандрайзинговых НКО.

## Деятельность
Начавшись как инициатива обычных пермяков по исполнению новогодних желаний детей из детских домов, фонд вырос в объединение профессиональных некоммерческих организаций, решающее проблемы детей с инвалидностью.
Учредителями фонда являются пермяки Дмитрий Жебелев, Надежда Ли (сейчас — директор «Дедморозим») и Людмила Политова (сейчас — член Президиума фонда).

## Результаты работы
За всё время существования фонд оказал помощь более чем десяти тысячам детей-сирот и тяжелобольных детей.
Для для этого команда «Дедморозим» объединила свыше миллиона человек, в их числе певица Валерия и продюсер Иосиф Пригожин, певец Дима Билан, актер Николай Наумов. После обращения учредителя фонда Дмитрия Жебелева к президенту В.В. Путину в России начала решаться проблема предоставления дорогостоящих лекарств для детей со спинальной мышечной атрофией (СМА) и другими тяжёлыми диагнозами.
«Дедморозим» стал победителем премии фонда «Подари жизнь» в номинации «Качество жизни» за поддержку детей с неизлечимыми заболеваниями.
Команда «Дедморозим» первой в Пермском крае создала выездную службу паллиативной помощи для неизлечимо больных детей.
Фонд провел самую массовую благотворительную акцию в истории Прикамья, вдохновившись инициативой по сбору средств для тяжелобольных детей «Дети вместо цветов».

## Проекты
В 2014–2015 годах «Дедморозим» создал долгосрочные проекты для поддержки ребят с тяжелыми заболеваниями и риском сиротства.

### Больше жизни
Команде проекта «Больше жизни» удалось организовать системную помощь тяжелобольным ребятам в Пермском крае, первой в России выиграв конкурс на реализацию государственного социального заказа по паллиативной помощи детям. Также проект создал прецедент, добившись предоставления за счёт бюджета лечебного питания по инвалидности после 18 лет. Развитием региональной системы детской паллиативной помощи в проекте занимаются Служба качества жизни (выездная паллиативная служба) и Служба экипировки, специалисты которой помогают родителям получить для постоянного или временного использования жизнеобеспечивающее оборудование и расходные материалы.

### Скорая чудес
Ежегодно поддержку «Скорой чудес» получают больше 100 ребят со смертельно опасными заболеваниями, когда помощь за счет бюджета объективно невозмоможна. В рамках проекта, в сотрудничестве с Русфондом, «Дедморозим» также проводит акции для добровольцев, желающих стать потенциальными донорами костного мозга. За время работы фонда по этому направлению такое решение приняли более 6500 пермяков — регион занимает третье место в России по количеству потенциальных доноров.

### В домике
Благодаря проекту «В домике», находящиеся в трудной жизненной ситуации родители новорожденных и ребят с инвалидностью могут вовремя получать этичную помощь Службы сохранения семей, чтобы спасти этих детей от детдомов. По данным Минздрава Пермского края, около 30 новорожденных ежегодно становятся отказниками в регионе. Для сохранения семей специалисты фонда «Дедморозим» начали поддерживать мам в роддомах по всему Прикамью. В рамках проекта также работает Служба заботы, которая предоставляет нянь детям с инвалидностью и ребятам, госпитализированным без родителей. Благодаря фонду, Пермский край первым в России обеспечил заботу обо всех сиротах в больницах.

### Вернуть будущее
В 2022 году фонд «Дедморозим» стал участником проекта Первого канала «Всем миром 7375», зрители поддержали участников проекта «Вернуть будущее» — сирот с инвалидностью, которых должны были отправить в психоневрологический интернат. Сотрудники фонда добились, чтобы у каждого из них появился шанс на самостоятельную жизнь, и организовали так называемые «квартиры будущего». В них выпускники детских домов-интернатов проживают постоянно, с помощью специалистов сопровождаемого проживания обучаясь бытовым и другим навыкам обычных взрослых.